# Eretmopus penicillata
Eretmopus penicillata är en fjärilsart som beskrevs av Walker 1861. Eretmopus penicillata ingår i släktet Eretmopus och familjen mätare. Inga underarter finns listade i Catalogue of Life.